# Xylometazoline
Xylometazoline, cũng được viết là xylomethazoline, là một loại thuốc được sử dụng để cải thiện các triệu chứng của nghẹt mũi, viêm mũi dị ứng và viêm xoang. Sử dụng thuốc này không được khuyến cáo trong hơn bảy ngày. Sử dụng cũng không được khuyến cáo ở những trẻ dưới 6 tuổi và một số nguồn lại nói không sử dụng với trẻ dưới ba tháng tuổi. Nó được sử dụng trực tiếp trong mũi dưới dạng thuốc xịt hoặc thuốc nhỏ vào mũi.
Xylometazoline có một số tác dụng phụ bao gồm khó ngủ, kích ứng mũi, buồn nôn và nhức đầu. Sử dụng lâu dài không được khuyến cáo do viêm mũi medicosa khi dừng sử dụng. Sản phẩm không được khuyến cáo sử dụng với phụ nữ đang mang thai. Xylometazoline nằm trong nhóm thuốc giảm đau và alpha-adrenergic.
Xylometazoline được cấp bằng sáng chế vào năm 1956 và được đưa vào sử dụng trong y tế vào năm 1959. Nó nằm trong Danh sách các loại thuốc thiết yếu của Tổ chức Y tế Thế giới, các loại thuốc hiệu quả và an toàn nhất cần thiết trong một hệ thống y tế. Xylometazoline có sẵn như là một loại thuốc gốc. Chi phí bán buôn ở các nước đang phát triển là khoảng 0,75 USD cho một chai 10 ml. Tại Vương quốc Anh, liều lượng chi phí NHS khoảng 2,10 Bảng Anh.

## Cơ chế hoạt động
Thuốc hoạt động bằng cách kích thích các thụ thể adrenergic trên propria lamina của các mạch máu trong mũi. Tác dụng thông mũi là do co thắt tĩnh mạch lớn ở mũi sưng lên trong khi bị viêm nhiễm hoặc dị ứng mũi. Các động mạch nhỏ hơn cũng bị hạn chế và điều này làm cho màu của biểu mô mũi trở nên bớt đỏ rõ rệt hơn sau khi dùng thuốc.